# توفيلو كوبيلاس
توفيلو خوان كوبيلاس أريزاغا (بالإسبانية: Teófilo Cubillas)‏، من مواليد 8 مارس 1949 في بوينتو بيدرا في ليما عاصمة بيرو، ويعرف باسم إل نينيو (الولد)، وهو لاعب كرة قدم بيروفي سابق، وقد اختاره بيليه ضمن قائمة أفضل 125 لاعب حي في مارس 2004.
بدأ مسيرته الكروية مع نادي أليانزا ليما، وفي عام 1973 انتقل إلى سويسرا ولعب مع نادي بازل السويسري، ولكنه انتقل بسرعة إلى نادي بورتو البرتغالي، وبعدها عاد إلى ناديه السابق نادي أليانزا ليما، وفي عام 1979 انتقل إلى نادي فورت لاوديردال سترايكز، وقد قضى خمسة مواسم هناك، وقد سجل 65 هدف من ضمنها ثلاثة أهداف على نادي لوس أنجليس أزتيكس في سبعة دقائق، وقد عاد إلى ناديه السابق أليانزا ليما بعد أن توفي جميع أفراد الفريق بحادثة سقوط طائرة.
و قد لعب مع منتخب بيرو لكرة القدم في 117 مباراة وسجل 45 هدف، وقد شارك في كأس العالم لكرة القدم 1970 وكأس العالم لكرة القدم 1974 وكأس العالم لكرة القدم 1982.

## روابط خارجية
- توفيلو كوبيلاس على موقع الاتحاد الدولي (مؤرشف)  (الإنجليزية)
- توفيلو كوبيلاس على موقع إي إس بي إن إف سي (الإنجليزية)
- توفيلو كوبيلاس على موقع قاعدة بيانات كرة القدم.إي يو (الإنجليزية)
- توفيلو كوبيلاس على موقع ناشيونال فوتبول تيمز (الإنجليزية)
- توفيلو كوبيلاس على موقع Soccerway.com (الإنجليزية)
- توفيلو كوبيلاس على موقع عالم كرة القدم.نت (الإنجليزية)